# Amy Lindsay
Amy Lindsay is een Amerikaanse actrice.

## Levensloop en carrière
Lindsay speelde haar eerste rol in 1994. Tussen 2004 en 2005 speelde ze in Black Tie Nights, waarin ze een datingbureau runde. In 2010 acteerde ze in MILF, een tienerkomedie.

## Beknopte filmografie
- Black Tie Nights, 2004-2005
- MILF, 2010